# Darrell Taylor
Darrell Taylor (Waverly, 24 marzo 1997) è un giocatore di football americano statunitense che milita nel ruolo di defensive end per i Chicago Bears della National Football League (NFL).

## Carriera universitaria
Taylor giocò a football con i Tennessee Volunteers dal 2015 al 2019. Passò la sua prima stagione come redshirt, poteva cioè allenarsi con la squadra ma non scendere in campo. L'anno seguente mise a segno 9 tackle in 8 partite giocate. Nel suo terzo anno saltò due partite per un litigio con un compagno di squadra. Concluse la stagione con 27 tackle, 3 sack e 2 fumble forzati. Nel 2018 guidò la squadra con 8 sack oltre a 36 placcaggi.
Taylor iniziò la sua ultima stagione come uno dei candidati al Chuck Bednarik Award. Concluse l'annata al secondo posto nella Southeastern Conference con 8,5 sack e guidò i Volunteers 10 placcaggi con perdita di yard, oltre a 46 tackle, un fumble forzato e 4 passaggi deviati La sua carriera nel college football terminò con 118 tackle, 26,5 tackle con perdita di yard e 19,5 sack in 38 partite.

## Carriera professionistica

### Seattle Seahawks
Taylor fu scelto dai Seattle Seahawks nel corso del secondo giro (48º assoluto) del Draft NFL 2020. Dopo non essere mai sceso in campo nella sua stagione da rookie, nel 2021 disputò 16 partite, di cui 5 come titolare, con 37 tackle e 6,5 sack.
Nel penultimo turno della stagione 2022 Taylor stabilì i nuovi primati personali per sack (2,5) e pressioni sul quarterback (6) nella vittoria sui New York Jets. La sua annata si chiuse guidando la squadra con 9,5 sack assieme al compagno Uchenna Nwosu e si piazzò terzo nella NFL con 4 fumble forzati.
I primi 1,5 sack della stagione 2023 Taylor li mise a segno nella vittoria del settimo turno sugli Arizona Cardinals. La sua stagione si chiuse con 28 placcaggi e 5,5 sack disputando tutte le 17 partite, di cui 5 come titolare.

### Chicago Bears
Il 23 agosto 2024 Taylor fu scambiato con i Chicago Bears per una scelta del sesto giro del Draft 2025.